# علي عبد المغني
اللواء علي محمد حسين عبد المغني (1935م - أكتوبر 1962م) عسكري وثائر يمني، من قيادات ثورة 26 سبتمبر وعضو مجلس قيادة الثورة، وهو أول شهيد فيها، ويعتبر اسمه علم في تاريخ اليمن، شارك في تأسيس تنظيم الضباط الأحرار في ديسمبر 1961م، كُلف بقيادة حملة عسكرية إلى منطقة «حريب» في مأرب لمواجهة الحشود الملكية بقيادة الحسن بن يحيى حميد الدين، وقتل في هذه المعركة في أكتوبر 1962م. اعتبره الكثير بأنه القائد الفعلي لثورة 26 سبتمبر اليمنية.

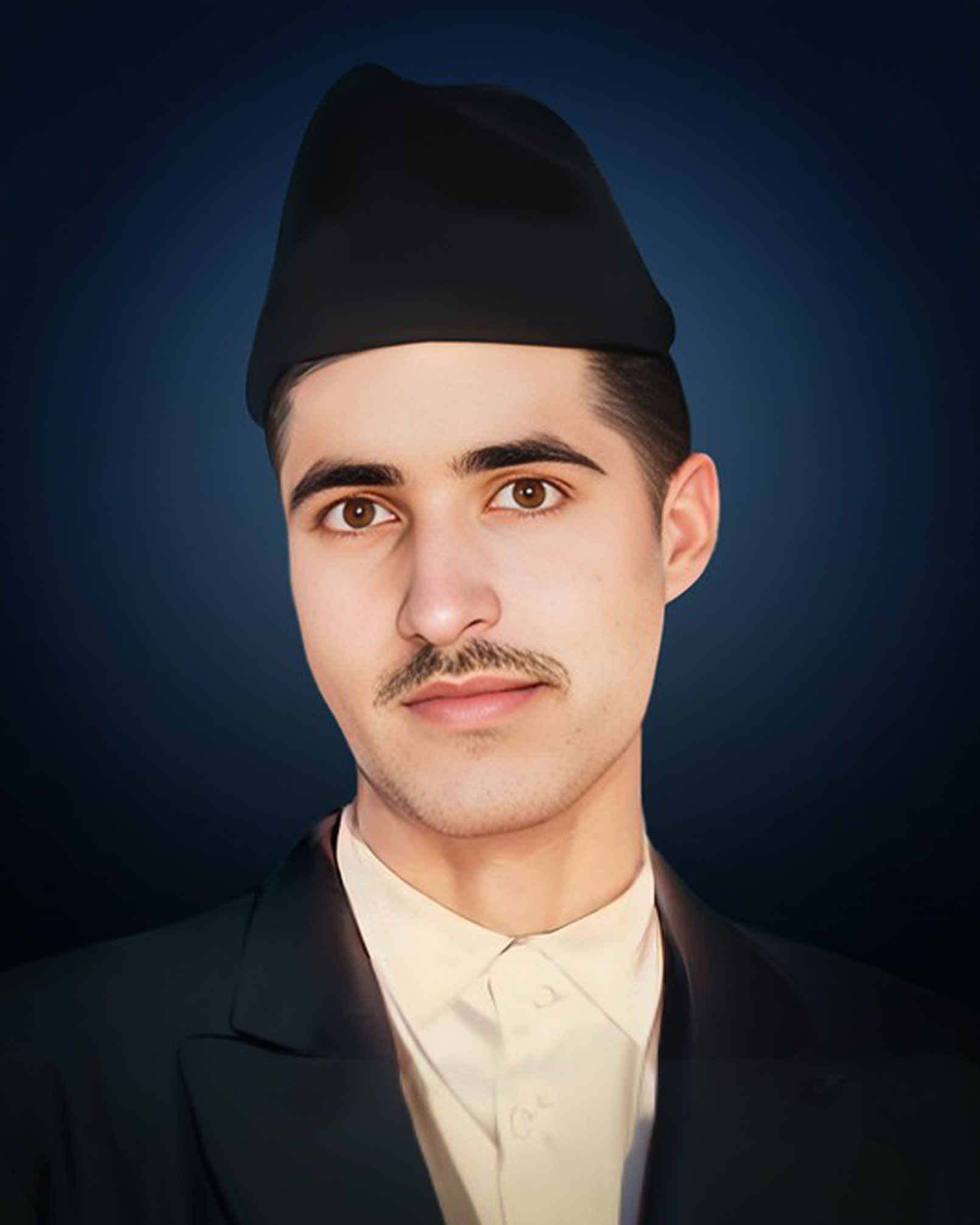

## حياته
وْلدِ الشهيد علي عبد المغني عام 1935م في قرية (المسقاة) في وادي (بنا) من مديرية السدة بمحافظة إب وكان من أوائل الشهداء في ثورة 26سبتمبر 1962م وديناموها الذي قادها من السر إلى العلن ..يْعتِبر اسمْهْ الأشهر في تاريخ الثورة اليمنية حيث يعتبره الكثير من المناضلين والثوِار القائد الفعلي لثورة 26 سبتمبر اليمنية الخالدة . التحق بمدرسة الأيتام في مدينة صنعاء، وشارك في أنشطة سياسية، وطلابية، في تلك الفترة، ثم التحق بالكلية الحربية، وشارك في تأسيس تنظيم الضباط الأحرار (اليمن) في ديسمبر 1961م، مع عدد من زملائه في الكلية الحربية، ومدرسة الأسلحة، وضم هذا التنظيم عناصر من مختلف الاتجاهات السياسية: بعثيون، وناصريون، وإخوان مسلمون. وتولى علي عبد المغني مسؤولية إحدى خلايا هذا التنظيم، تضم عشرة أعضاء، وكان له دور بارز في التنسيق مع زملائه، في تحديد ساعة الصفر، وإعلان قيام الثورة، وعين عضوًا فيما عرف بـمجلس القيادة، وهو مجلس قيادة الثورة، الذي شكل من خمسة أعضاء؛ هم: المشير عبد الله السلال، وعبد الله جزيلان، والأستاذ عبد السلام صبره، ومحمد إسماعيل المنصور، وغيرهم.

## الاستشهاد
بعد أيام من قيام الثورة والجمهورية كلف بقيادة حملة عسكرية إلى منطقة «حريب» في مأرب لمواجهة الحشود الملكية، التي بدأت تستعد لإعلان الحسن بن يحيى حميد الدين إمامًا بمساعدة خارجية، وقد استشهد علي عبد المغني في هذه المعركة وكان ذلك في أكتوبر 1962م.

## وصلات خارجية
1. ↑  "علي عبدالمغني.. دينامو الثورة السبتمبرية ورائدها الأول". الثورة نت. مؤرشف من الأصل في 2022-02-25. اطلع عليه بتاريخ 2022-02-25.